# NGC 7562
NGC 7562 é uma galáxia elíptica (E2) localizada na direcção da constelação de Pisces. Possui uma declinação de +06° 41' 14" e uma ascensão recta de 23 horas, 15 minutos e 57,6 segundos.
A galáxia NGC 7562 foi descoberta em 25 de Outubro de 1785 por William Herschel.